# Альбьоло
Альбьо́ло (итал. Albiolo, ломб. Albioeu / Albiöö) — город в Италии, расположен в регионе Ломбардия, подчинён административному центру Комо (провинция).
Население составляет 2260 человек, плотность населения — 1130 чел./км². Занимает площадь 2 км². Почтовый индекс — 22070. Телефонный код — 00031.
В коммуне 25 марта особо празднуется Благовещение Пресвятой Богородицы.